# Monumento conmemorativo a la guerra (Grosse Pointe)
El Monumento conmemorativo a la guerra (en inglés, War Memorial), también conocido como Casa de Russell A. Alger y como The Moorings, se dedicó a la memoria de los veteranos y soldados de la Segunda Guerra Mundial. Está ubicado en 32 Lake Shore Drive en Grosse Pointe Farms en el estado de Míchigan (Estados Unidos).

## Historia
Russell A. Alger padre fue un general de la Guerra de Secesión y maderero de Míchigan. Se desempeñó como gobernador de Míchigan, senador de los Estados Unidos por Míchigan y Secretario de Guerra de los Estados Unidos bajo William McKinley. Su hijo mayor, Russell A. Alger Jr., nació en 1873. Alger Jr. fue el albacea de la gran propiedad de su padre, uno de los fundadores de Packard Motor Car Company en 1903 y uno de los primeros inversores en Wright Company en 1909.
En 1896, Alger Jr. se casó con Marion Jarvis. En 1910, la pareja encargó a Charles Adams Platt que diseñara esta casa. Los Alger y sus tres hijos se mudaron allí en 1910 y Russell Alger vivió aquí hasta su muerte en 1930. Marion Alger se mudó unos años más tarde y la casa fue donada al Instituto de Artes de Detroit en 1936. En 1948 la casa fue devuelta a la familia Alger. En 1949, la familia Alger donó la casa a la Asociación Memorial de Guerra de Grosse Pointe.
La Casa Alger es el edificio original y ahora se reconoce como un sitio histórico del estado de Míchigan y figura en el Registro Nacional de Lugares Históricos. En 1962 se dedicó la primera adición, el Fries Auditorium and Crystal Ballroom, y en 1993 se agregó el Center for Arts and Communications.
Hoy, el War Memorial también sirve como un centro comunitario para las comunidades de Grosse Pointe y alberga varios tipos diferentes de programas y eventos, incluidos conciertos, celebraciones navideñas, educación vial, escuela de obediencia para perros y bailes sociales para niños en edad de escuela secundaria. El monumentos también transmite WMTV 5, la estación de televisión local de Grosse Pointe las veinticuatro horas. También es posible alquilar salas para eventos especiales o banquetes.

## Descripción
La casa es una mansión de estilo neorrenacentista italiano situada en uno de los lugares más altos a lo largo de la costa del lago Sainte-Claire. Las principales orientaciones de las habitaciones aprovechan la vista al lago. La casa es simétrica, de estructura rectangular con techo a cuatro aguas, revestida de estuco, de dos plantas frente a la calle y tres frente al lago. La fachada a la calle tiene un pabellón de entrada central decorado con piedra rústica con un pequeño balcón arriba. La ventana del segundo piso sobre el balcón está elaboradamente detallada.
En el interior, el vestíbulo de entrada está revestido de mármol y una monumental escalera de piedra conduce al segundo piso. En el interior se encuentra el hall de recepción, con suelo de madera en espiga, techo de vigas de hormigón simulando madera y una gran chimenea de piedra. En el piso principal también hay una biblioteca y un comedor formal, ambos con puertas francesas con vista al lago. Enl nivel superior hay una suite principal construida para los Algers, con dos dormitorios, dos baños y una sala de estar conectada. Hay cuatro dormitorios más: uno para cada uno de los tres hijos de Alger y un dormitorio de invitados. El nivel inferior de la casa contiene una sala de estar, una sala de billar y una gran sala de máquinas. Las puertas conducen a la terraza hacia el lago.
La casa y el paisaje asociado están en condiciones originales. En 1962 se añadió un auditorio, diseñado para complementar la casa. Se agregó un ala de arte en el lado de la calle en 1977 y otra ala en 1993.